# فومیتاکه میورا
فومیتاکه میورا (انگلیسی: Fumitake Miura؛ زادهٔ ۱۲ اوت ۱۹۷۰) بازیکن فوتبال اهل ژاپن است.
از باشگاه‌هایی که در آن بازی کرده‌است می‌توان به باشگاه فوتبال توکیو، باشگاه فوتبال یوکوهاما مارینوس، و باشگاه فوتبال جوبیلو ایواتا اشاره کرد.